# Katrien Partyka
Katrien Partyka (Tienen, 31 juli 1973) is een Belgisch politica voor de CD&V.

## Levensloop
Partyka doorliep de lagere en middelbare school in het Immaculata-instituut in Tienen. In de humaniora volgde ze de richting Latijn-Grieks. Ze was vele jaren actief in scouting en werd er groepsleidster.
Ze promoveerde in 1997 tot licentiaat in de moderne geschiedenis en in 1999 tot licentiaat in de criminologie aan de Katholieke Universiteit Leuven. Nadien werkte ze van 1997 tot 1999 op de studiedienst van de christelijke vrouwenbeweging KAV en was ze van 1999 tot 2002 wetenschappelijk medewerkster van de CD&V-fractie in het Vlaams Parlement, waarbij ze zich boog over welzijn. Van 2003 tot 2007 was ze deeltijds lerares geschiedenis in het Onze-Lieve-Vrouwecollege in Tienen.
Bij de lokale verkiezingen van oktober 2000 nam Partyka als 27-jarige deel aan de gemeenteraadsverkiezingen. Ze werd verkozen als gemeenteraadslid van Tienen en vervolgens begin 2001 aangesteld als schepen van jeugd, toerisme en cultuur. In 2011 werd ze schepen van openbare werken, patrimonium en monumentenzorg. Na de lokale verkiezingen van 2012 werd ze eerste schepen in een coalitie met de sp.a onder burgemeester Marcel Logist. In 2015 volgde ze Logist op als burgemeester na een coalitiewissel. Na de gemeenteraadsverkiezingen van oktober 2018, waarbij CD&V de grootste partij werd in Tienen, bleef ze burgemeester. Zes jaar later, in oktober 2024, verloor CD&V haar positie als grootste partij aan de partij Durf van Jonathan Holslag. De partij bleef vervolgens buiten de coalitie. Na afloop van haar burgemeesterschap werd Partyka in december 2024 gemeenteraadslid in de oppositie.
Van 2007 tot 2010 zetelde Partyka eveneens in de Kamer van volksvertegenwoordigers. Ze was effectief lid van de commissie Bedrijfsleven en voorzitster van de subcommissie Nucleaire Veiligheid. Haar belangrijkste realisatie was de zogenaamde 'Wet Partyka' die de toegang tot een schuldsaldoverzekering voor personen met een chronische ziekte of mensen met een zwaar medisch verleden, zoals ex-kankerpatiënten, verbeterde. Deze baanbrekende wet werd unaniem goedgekeurd in de Kamer van volksvertegenwoordigers. Bij de verkiezingen van juni 2010 werd ze, als tweede op de CD&V-kieslijst voor het arrondissement Leuven, niet herkozen.
Ze was vervolgens van 2011 tot 2014 raadgever klimaat op het kabinet van Vlaams minister van Leefmilieu Joke Schauvliege en nam in deze hoedanigheid in november 2011 deel aan de klimaatconferentie in het Zuid-Afrikaanse Durban.
Bij de verkiezingen van 25 mei 2014 werd Partyka verkozen als Vlaams Parlementslid voor de kieskring Vlaams-Brabant. Op 26 mei 2019 en 9 juni 2024 werd ze herkozen. In het Vlaams Parlement was ze van 2014 tot 2019 lid van de commissie Brussel en Vlaamse Rand en de commissie Wonen, Armoede en Gelijke Kansen, van 2019 tot 2020 lid van de commissie Wonen en Onroerend Erfgoed en van 2020 tot 2024 lid van de commissie  Binnenlands Bestuur, Gelijke Kansen en Inburgering. Sinds 2024 is ze lid van de commissie Wonen, Toerisme, Energie en Klimaat en sinds 2025 lid van de commissie Cultuur, Jeugd, Sport en Media. Daarnaast zetelt ze sinds januari 2025 als deelstaatsenator in de Senaat.
Op 16 oktober 2019 maakte ze bekend deel te nemen aan de voorzittersverkiezing van CD&V. Ze behaalde in de eerste ronde van de voorzittersverkiezingen op 18 november dat jaar de vijfde plaats met 12 procent van de stemmen (2.611 op 22.523 uitgebrachte stemmen), niet genoeg om te kunnen doorgaan naar de tweede ronde.

## Privé
Katrien Partyka is moeder van twee dochters. In 2017 werd bekend dat ze een latrelatie heeft met Koen Van den Heuvel, burgemeester van Puurs-Sint-Amands en tot 2024 eveneens Vlaams Parlementslid voor CD&V.